# هانس تسيغلر
هانس تسيغلر هو فيزيائي ومهندس سويسري، ولد في 1910، وتوفي في 1985.